# Iouri Moïsseïev
Pour les articles homonymes, voir Moïsseïev.
Temple de la renommée russe : 2014
Iouri Ivanovitch Moïsseïev - en russe : Юрий Иванович Моисеев - (né le 15 juillet 1940 à Penza en URSS - mort le 23 septembre 2005 à Moscou) est un joueur professionnel russe de hockey sur glace.

## Carrière de joueur
Il a évolué dans le championnat d'URSS avec le CSKA Moscou. Il a joué 400 matchs pour 193 buts en élite.

## Carrière internationale
Il a représenté l'URSS à 37 reprises (13 buts) pendant six saisons de 1965 à 1971. L'équipe a remporté les Jeux olympiques en 1968.

## Carrière d'entraîneur
Il a notamment dirigé les Ak Bars Kazan dans la Superliga.

## Statistiques
Pour les significations des abréviations, voir Statistiques du hockey sur glace.

### En équipe nationale
| Année | Équipe | Compétition |   | PJ | B | A | Pts | Pun           |  | Résultat |
| 1968  | URSS   | JO          | 7 | 2  | 4 | 6 | 6   | Médaille d'or |  |          |